# Mancha Alta Albaceteña

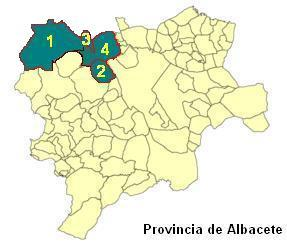
Situación de los municipios de la Mancha Alta Albaceteña respecto de la provincia de Albacete.

La Mancha Alta Albaceteña comprende los territorios definidos en la antigua provincia de La Mancha, delimitada al norte por La Mancha de Cuenca, al sur por el Campo de Montiel, al oeste por la Mancha de Criptana, y al este por la La Mancha del Júcar. Por lo que tiene su propia definición histórica, separada tradicionalmente de la definida como Mancha del Júcar, ya que esta última no pertenecía a la antigua delimitación provincial de La Mancha, sino a la provincia de Cuenca. Actualmente ambas se han integrado en la mancomunidad La Mancha del Júcar-Centro.
La Mancha Alta Albaceteña, es pues, una comarca provincial histórica de Albacete, integrada a su vez como subcomarca de la Mancha Alta. Comprende los municipios de Villarrobledo (1), Barrax (2), Minaya (3) y La Roda (4) (estos últimos, históricamente, de un modo parcial). Esta comarca se ha identificado a veces como "Mancha-Centro", en referencia a la localización como "centro" de La Mancha, identificada con el Llano o Llanura manchega por antonomasia; si bien, esto no significa que represente realmente un centro geográfico para esta región, sino solo el más representativo tópico del paisaje manchego.

## Marco Geográfico y Demográfico

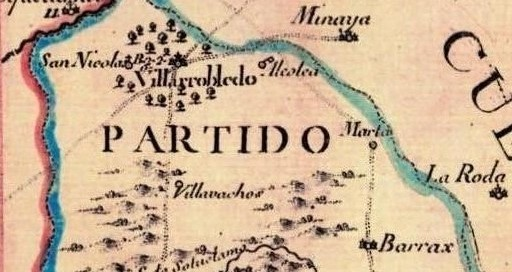
La Mancha Alta Albaceteña en la antigua provincia de La Mancha (fragmento del mapa de Thomas Lopez Pensionista, 1765).

Corresponde tan solo a cuatro municipios, si bien juntos abarcan una amplitud nada despreciable de 1.520,89 km² (un gran corazón para el centro de La Mancha). De los cuales, más del 56 % de este territorio pertenece a Villarrobledo, uno de los municipios más extensos, el décimo octavo de España (casi el doble del principado de Andorra). 
Se distribuye según: 
Barrax (189,86 km²), La Roda (398,79 km²), Minaya (69,83 km²), y Villarrobledo (862,41 km²).
Según el INE (padrón 2006), comprende en total, unos 43.329 hab., igual a una densidad media de 28,5 hab/km².
La capital oficiosa histórico-cultural de esta comarca es Villarrobledo; partido judicial y potencia viti-vinícola.

## Historiografía
El sector formó parte de un campo de encrucijadas y disputas entre los dominios del Señorío de Alcaraz, el maestrazgo de la Orden de Santiago y el Marquesado de Villena. 
Villarrobledo fundada como aldea del Alcaraz en 1292, pasaría después, ya como villa, al maestrazgo de Santiago, pero que, posteriormente, sería vendida en 1436 por el maestre Don Rodrigo Manrique a Juan Pacheco, Marqués de Villena, que la rebajaría a simple aldea de Belmonte y del exclusivo dominio del marquesado, lo que provocaría la rebelión contra el tirano marqués, aprovechando la guerra de sucesión a favor de los Reyes Católicos, lo que le hizo recuperar de nuevo el reconocimiento de su antiguo privilegio de villa (1476), pero en este caso, perteneciendo ya para siempre directamente de la Corona de Castilla.
Minaya procede, asimismo, también del antiguo marquesado de Villena, por una orden de repoblamiento a los señores de Minaya (8 de noviembre de 1330), permaneciendo esta como señorío bajo el mismo título y honores, hasta la abolición de los señoríos (1873) por las Cortes de Cádiz (1812). En la provincia de La Mancha quedaba incluido como una pequeña parte limítrofe oriental.
Barrax, en cambio, totalmente incluido en la histórica provincia de La Mancha, debe su fundación a una fecha mucho más tardía, un 20 de septiembre de 1564, cuando le fue otorgado el título de Villa real, por privilegio de Felipe II.
La Roda, que incluía en la antigua provincia de La Mancha, la aldea de Marta (hoy pedanía de Santa Marta), también está relacionada con el marquesado de Villena. Procedente del Señorío de Alarcón, pasó a manos del marquesado hasta que, en 1476, (corriendo la misma suerte que Villarrobledo) pudo emanciparse de este dominio por privilegio real que la declaraba villa de la Corona. Una parte del término municipal, comprendía uno de los últimos Señoríos que permanecieron independientes en España hasta el siglo XIX, el Señorío de la Villa del Cerro.